# Petr Pavel
Petr Pavel (tjeckiskt uttal: [ˈpɛtr̩ ˈpavɛl]) född 1 november 1961 i Planá är en tjeckisk politiker och armégeneral. Sedan den 9 mars 2023 är han Tjeckiens president.
Från 2012 till 2015 var han chef för den tjeckiska försvarsmaktens generalstab. Från 2015 till 2018 var han chef för Natos militärkommitté. Han var den förste officer från ett före detta Warszawapaktsland som utsågs till Natos högsta militära ledare. Han gick sedan i pension från aktiv tjänst.
I den första omgången av det tjeckiska presidentvalet fick han 35,4 % av rösterna. I den andra och avgörande omgången fick han 58,32 %, och vann över sin motståndare Andrej Babiš. Pavel är inte medlem i något parti, men hans presidentkandidatur fick stöd av de styrande partierna ODS, TOP 09 och KDU-ČSL.

## Utmärkelser
- Medalj för tjänst för fäderneslandet,  1988[2]
- Croix de la Valeur militaire,  1993[3]
- Medalj för hjältemod,  28 oktober 1995[4][5]
- Officer av Hederslegionen,  2012[5]
- Medaile Karla Kramáře,  20 januari 2014
- Storkors av Kronorden,  2018[5]
- Kommendör av Legion of Merit,  2018[5][6]
- Tjeckiens försvarsministers statliga försvarskors,  2018[7]
- Storkorset av Vita dubbelkorsets orden,  13 juni 2024[8]
- Storkorset av Nederländska Lejonorden,  4 juni 2025[9]
- Крыж Добрасуседства[10]
- Nationalförtjänstorden
- Vita lejonets orden
- Tomáš Garrigue Masaryks orden
- Tjeckiens försvarsministers förtjänstkors[11]

[Redigera Wikidata]